# マリンポリス
株式会社マリンポリス（英: MARINEPOLIS Co.,Ltd.）は、岡山県岡山市北区に本社を置く、回転寿司店等をチェーン展開する企業である。

## 概要
中国地方を中心に「マリンポリス」・「しーじゃっく/シージャック」・「まぐろ三昧」・「本日すし日和」・「海都」等の回転寿司チェーンを展開している。
主な出店エリアは近畿地方以西で、古くから近畿地方・九州地方への出店攻勢を続けていたが、業界の競争が激しさを増すなかで和歌山県などからは撤退した。さらに、2012年には経営破綻したおたる寿司の店舗跡に居抜き出店する形で関東地方へ進出したが、後に撤退している。
一方、105円均一店舗、お皿によって価格帯の違う店舗、鮪にこだわった高級路線の店舗など、地域特性を考え幅広く展開している。このほか、アメリカにも店舗を持ち、カレーショップ（撤退）や洗車場など寿司以外の業種にも進出しているほか、ケータリング事業も行っており、小さいながらも本格的な組み立て式回転寿司コンベアをイベント会場へ持ち込んでの出張回転寿司も行っている。

## 沿革
- 1985年（昭和60年）
  - 11月 - 有限会社ダイワ通商を設立。
  - 12月 - 岡山市に直営第1号店「くるくる寿司表町店」をオープン 。
- 1990年（平成2年）
  - 2月2日 - 株式会社マリンポリスに改組。
  - 7月 - 米国オレゴン州に100%子会社「marinepois  U.S.A,.Inc」設立 。
  - 10月 - 出張回転寿司「パーティ君」によるケータリング事業を開始。
- 1992年（平成4年）11月 - 広島県広島市に広島地区直営1号店を開店。
- 1994年（平成6年）
  - 4月 - 大阪府泉佐野市に関西地区直営1号店を開店。
  - 5月 - 島根県松江市に山陰地区直営1号店を開店。
- 1995年（平成7年）12月 - 福岡県福岡市に九州地区直営1号店を開店。
- 1999年（平成11年）4月 - 倉敷市に100円均一回転寿司「しーじゃっく」1号店を開店。
- 2001年（平成13年）11月 - 佐賀県鳥栖市に佐賀地区直営1号店を開店。
- 2003年（平成15年）10月 - 山口県周南市に山口地区直営1号店を開店。
- 2004年（平成16年）9月 - ジャスダックに上場。
- 2006年（平成18年）12月 - 新ブランド「すし日和」の展開を開始。
- 2007年（平成19年）
  - 6月 - びっくり本舗が友好的株式公開買い付け（TOB）を実施し、株式の約96%を取得。同社の子会社となる。
  - 9月 - びっくり本舗の完全子会社となり、上場廃止。
- 2008年（平成20年）4月 - 資金難からびっくり本舗[4]が当社の株式を放出。ゴールドマン・サックスとリサ・パートナーズの2社が大株主となる[5]。
- 2012年（平成24年）
  - 5月 - 同年に経営破綻した「おたる寿司」の店舗跡に居抜き出店する形で関東地方へ進出。
  - 11月 - 福岡市に新業態「海都」1号店を開店。
- 2017年（平成29年）5月 - 岡山市に新業態の鮮魚店として「うおや匠」1号店を開店。
- 2019年（平成31年）3月 - 岡山市に新業態の「にぎり処貫太のすし」1号店を開店。

## ブランド
- 「海都」 - 回転寿司。120円（税別）からの価格帯で皿によって値段が異なる。
- 「マリンポリス」 - 回転寿司。100円（税別）からの価格帯で皿によって値段が異なる。
- 「しーじゃっく」 - 回転寿司。100円（税別）メインで150円（税別）200円（税別）皿がある。
- 「すし日和」 - 回転寿司。100円（税別）メインで150円（税別）200円（税別）皿がある。※一部店舗では130円均一（税込）。